# Consell de la Generalitat Valenciana a la VII Legislatura
El Consell de la Generalitat Valenciana en el període 2007-2011, correspon a la VII legislatura del període democràtic.

## Cronologia
Després de les eleccions del 23 de maig de 2007 la candidatura encapçalada per Francesc Camps del PPCV obté una majoria absolut de 54 escons sobre els 38 del PSPV-PSOE de Joan Ignasi Pla. Francesc Camps resultar elegit President de la Generalitat Valenciana, prenent possessió del càrrec, ell i el seu govern, el 29 de juny de 2007.

## Estructura del Consell
| President: Francesc Camps i Ortiz (PPCV) |

| Conselleries                                            | Titulars                                             | Titulars                                             | Titulars                                   |
| ------------------------------------------------------- | ---------------------------------------------------- | ---------------------------------------------------- | ------------------------------------------ |
| Conselleries                                            | 29 de juny de 2007                                   | 19 de setembre de 2008                               | 31 d'agost de 2009                         |
| Vicepresident Primer                                    | Vicente Rambla Momplet (PPCV)                        | Vicente Rambla Momplet (PPCV)                        | Vicente Rambla Momplet (PPCV)              |
| Vicepresident Segon                                     | Gerardo Camps Devesa (PPCV)                          | Gerardo Camps Devesa (PPCV)                          | Gerardo Camps Devesa (PPCV)                |
| Vicepresident Tercer                                    | Juan Gabriel Cotino Ferrer (PPCV)                    | Juan Gabriel Cotino Ferrer (PPCV)                    | Juan Gabriel Cotino Ferrer (PPCV)          |
| Conseller de Presidència                                | Vicente Rambla Momplet (PPCV)                        | Vicente Rambla Momplet (PPCV)                        | Dissolta                                   |
| Conseller d'Economia, Hisenda i Ocupació                | Gerardo Camps Devesa (PPCV)                          | Gerardo Camps Devesa (PPCV)                          | Gerardo Camps Devesa (PPCV)                |
| Conseller de Benestar Social                            | Juan Gabriel Cotino Ferrer (PPCV)                    | Juan Gabriel Cotino Ferrer (PPCV)                    | Angélica Such Ronda (PPCV)                 |
| Conseller d'Infraestructures i Transports               | Mario Flores Lanuza (PPCV)                           | Mario Flores Lanuza (PPCV)                           | Mario Flores Lanuza (PPCV)                 |
| Conseller d'Educació                                    | Alejandro Font de Mora Turón (PPCV)                  | Alejandro Font de Mora Turón (PPCV)                  | Alejandro Font de Mora Turón (PPCV)        |
| Consellera de Cultura i Esports                         | Trinidad María Miró Mira (PPCV)                      | Trinidad María Miró Mira (PPCV)                      | Trinidad María Miró Mira (PPCV)            |
| Conseller de Sanitat                                    | Manuel Cervera Taulet (PPCV)                         | Manuel Cervera Taulet (PPCV)                         | Manuel Cervera Taulet (PPCV)               |
| Conseller/a d'Indústria, Comerç i Innovació             | Belén Juste Picón (PPCV)                             | Belén Juste Picón (PPCV)                             | Vicente Rambla Momplet (PPCV)              |
| Consellera d'Agricultura, Pesca i Alimentació           | Francisca Mercedes Hernández Miñana (PPCV)           | Francisca Mercedes Hernández Miñana (PPCV)           | Francisca Mercedes Hernández Miñana (PPCV) |
| Conseller de Medi Ambient, Aigua, Urbanisme i Habitatge | José Ramón García Antón (PPCV) (Defunció: 11/8/2009) | José Ramón García Antón (PPCV) (Defunció: 11/8/2009) | Juan Gabriel Cotino Ferrer (PPCV)          |
| Conseller de Justícia i Administracions Públiques       | Fernando de Rosa Torner (PPCV)                       | Paula Sánchez de León Guardiola (PPCV)               | Paula Sánchez de León Guardiola (PPCV)     |
| Conseller de Governació                                 | Serafín Castellano Gómez (PPCV)                      | Serafín Castellano Gómez (PPCV)                      | Serafín Castellano Gómez (PPCV)            |
| Consellera de Turisme                                   | Angélica Such Ronda (PPCV)                           | Angélica Such Ronda (PPCV)                           | Belén Juste Picón (PPCV)                   |
| Conseller d'Immigració i Ciutadania                     | Rafael Blasco Castany (PPCV)                         | Rafael Blasco Castany (PPCV)                         | Rafael Blasco Castany (PPCV)               |